# 彼は誰時

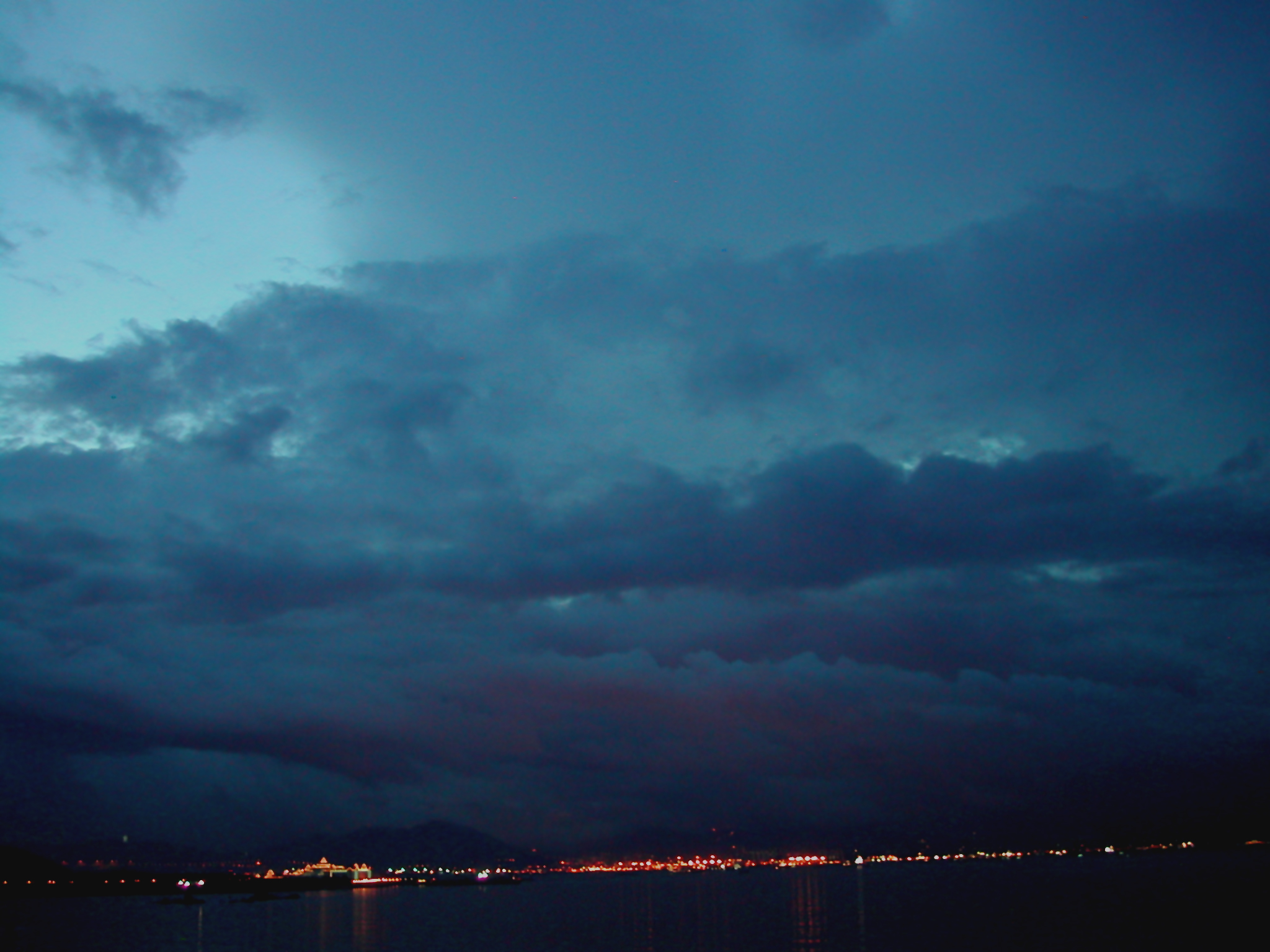
彼は誰時

彼は誰時（かわたれどき）は、一日のうち明け方頃のまだ薄暗く、あの人は誰かと判断しかねる時間帯である。彼誰時、彼者誰時とも表記し、彼は誰（かわたれ）ともいう。

## 由来
「彼は誰時」は、「彼は誰（彼は誰ですか）」と尋ねなければ判らないような、薄暗い夜明けや夕暮れ時を表していた。しかし、のちに夜明けの時間帯に限定されることが多くなり、夕暮れ時は黄昏（誰そ彼）が指すように区別されていった。

## 用例
「彼は誰時」という言葉は『万葉集』に
と登場し、古くから知られた言葉である。